# Amphimonhystera circula
Amphimonhystera circula is een rondwormensoort uit de familie van de Xyalidae. De wetenschappelijke naam van de soort is voor het eerst geldig gepubliceerd in 2001 door Guo & Warwick.